# Mo Cowan

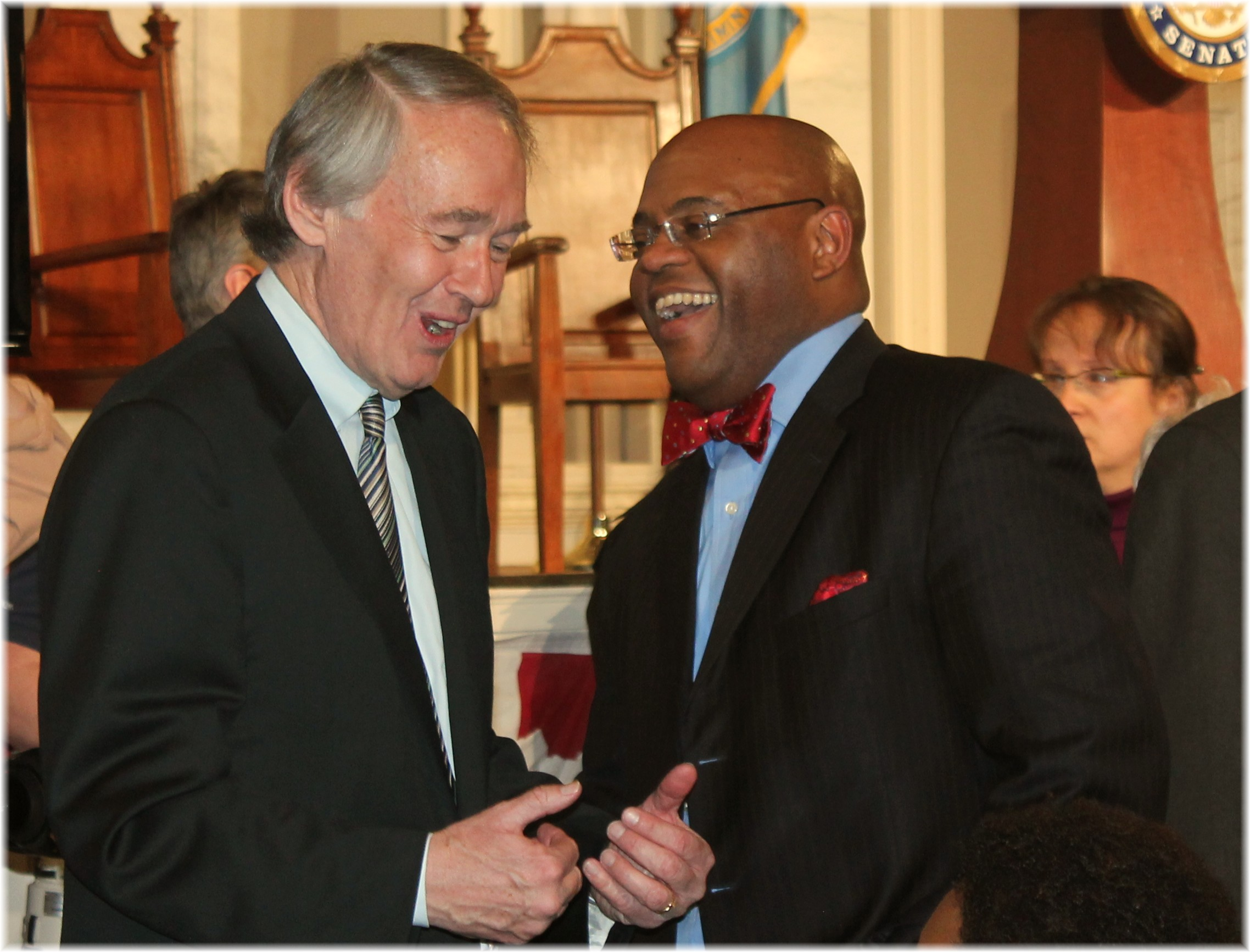

William "Mo" Cowan (nacido en abril de 1969 en Yadkinville, Carolina del Norte) es un político y abogado norteamericano que ejerció como Senador junior de los Estados Unidos por el Estado de Massachusetts.

## Biografía
Anteriormente trabajó como asesor legal y jefe de gabinete del gobernador de Massachusetts, Deval Patrick. Patrick le designó el 30 de enero de 2013, con carácter provisional, para llenar la vacante del Senado dejada por su compañero demócrata John Kerry, quien renunció para convertirse en Secretario de Estado.
Su mandato se inició oficialmente el 1 de febrero, con la marcha definitiva de Kerry, pero no tomó posesión hasta siete días después por decisión propia. Cowan fue el octavo afroamericano que ha integrado el Senado de Estados Unidos y el segundo de Massachusetts después de Edward Brooke. A mediados de junio de 2013, Cowan cesó en sus funciones, al ser electo Ed Markey.
Está casado con una abogada de nombre Stacy y tiene dos hijos, llamados Grant y Miles.